# Giovanni Battista Branconio dell'Aquila
Giovanni Battista Branconio, detto dell'Aquila per le sue origini (L'Aquila, 1473 – Roma, 5 dicembre 1522), è stato un orafo e protonotario apostolico italiano.
Fu un personaggio importante nella Roma del Cinquecento, influente membro della corte papale ed importante committente artistico.

## Biografia
Membro di un'agiata ed importante famiglia dell'Aquila, i Branconio, nacque nel capoluogo abruzzese da Marino ed Elisabetta.

### Il trasferimento a Roma e l'ascesa sociale
Si trasferì quindi giovanissimo a Roma per apprendere ed esercitare l'attività di orafo nella bottega di fiducia del cardinale Galeotto Franciotti della Rovere, nipote di papa Giulio II, conoscenza che gli aprì le porte della corte papale.

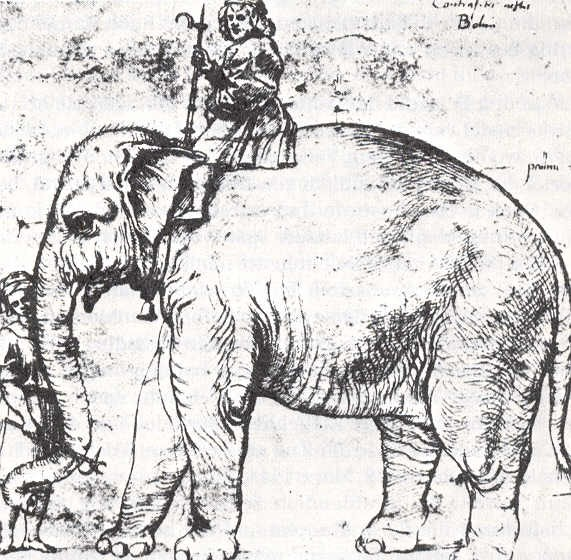
L'elefante Annone in un disegno attribuito a Giulio Romano.

La sua carriera di cortigiano fu coronata nel 1513 quando, alla morte di Giulio II, poté accompagnare in conclave il cardinale della Rovere, agendo in favore di Giovanni de' Medici, figlio di Lorenzo de' Medici. All'elezione del rampollo dei Medici a papa con il nome di Leone X, ne divenne consigliere e "cameriere segreto", venendo insignito di varie commende e titoli che gli assicurarono prestigio sociale e solidità economica.
Già pochi giorni dopo l'elezione di Leone X, gli fu concessa la rendita della chiesa di San Giacomo di Canelio a Padova cui seguirono successivamente numerosi altri onori tra cui la carica di custode del porto di Piacenza sul fiume Po, la nomina di abate presso l'abbazia di San Clemente a Casauria, l'arcipretura della chiesa di San Biagio d'Amiterno all'Aquila e la badia della chiesa di Santa Maria Assunta a Bominaco.
Fu inoltre custode dell'elefante Annone, donato a Leone X dal re Manuele I del Portogallo nel 1514 ed alloggiato nei giardini del Vaticano. L'esotico animale, proveniente dall'India, divenne oggetto di curiosità per tutta la città venendo ritratto da molti artisti ma morì prematuramente già nel 1516; Branconio dedicò ad Annone un epitaffio latino che venne apposto in una torre presso l'ingresso al palazzo vaticano insieme ad un dipinto dell'animale ad opera di Raffaello. Un'altra raffigurazione di Annone è nella cappella Branconio, all'interno della chiesa di San Silvestro all'Aquila.
Nella veste di custode di Annone e per la sua rapida ascesa sociale, il Branconio divenne oggetto di insinuazioni, finendo poi nella commedia La cortigiana dell'Aretino (1925) dove viene definito «già orefice, et poi camarier del papa pel mezo de la cognata»; il riferimento maligno è all'attrazione di Leone X per la senese Porzia, moglie di Fabiano Branconio, fratello di Giovanni Battista che si era trasferito anch'esso a Roma.

### L'amicizia con Raffaello

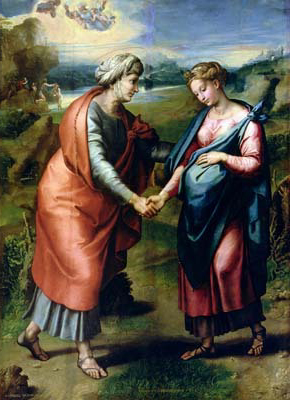
Raffaello, Visitazione.

In qualità di consigliere artistico di papa Leone X divenne amico personale e committente di Raffaello, di cui fu esecutore testamentario insieme al vescovo Baldassarre Turini.
Intorno al 1517, Branconio commissionò al celebre pittore una grande Visitazione su tavola come dono a Marino Branconio, padre di Giovanni Battista, da collocare nella cappella di famiglia nella chiesa di San Silvestro all'Aquila. La tavola, pagata 300 scudi e trasportata successivamente su tela per il degrado subito a seguito di numerose peripezie, raffigura la Vergine e Sant'Elisabetta; Elisabetta era il nome della moglie di Marino Branconio. Secondo alcuni studiosi, la tela venne dipinta da un allievo di Raffaello, Perin del Vaga. Nel 1655, su pressione degli spagnoli, papa Alessandro VII autorizzò la consegna al re Filippo IV di Spagna, nonostante le strenue proteste degli aquilani. Dopo essere stata trasferita a Parigi da Giuseppe Bonaparte nel 1810, è tornata in Spagna ed oggi si trova al museo del Prado a Madrid.
Di poco successivo poiché datato al 1518-1519 è il cosiddetto Autoritratto con un amico, esposto al museo del Louvre a Parigi, in cui Raffaello si ritrae in una delle sue ultime opere con accanto un personaggio che è ritenuto essere proprio Giovanni Battista Branconio. Alla scuola di Raffaello sono inoltre attribuiti i dipinti che affrescavano interamente il Casino Branconio, un piccolo caseggiato posto nel giardino del palazzo di famiglia nel capoluogo abruzzese.

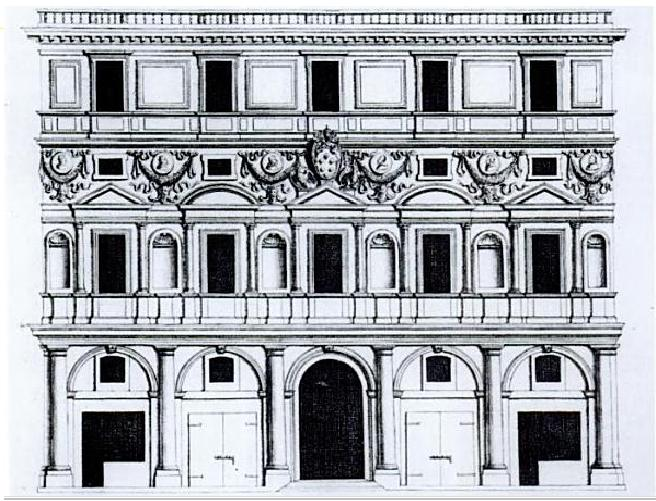
Il palazzo Branconio dell'Aquila in un'incisione settecentesca.

Nello stesso periodo, intorno al 1518 Raffaello progettò per Branconio un palazzo, non più esistente, nel rione di Borgo, sulla Via Alessandrina, presso il Vaticano.
L'edificio, conosciuto come palazzo Branconio dell'Aquila e realizzato tra il 1519 ed il 1522, presentava una facciata che rinnovava il linguaggio architettonico rinascimentale con un disegno complessivo veramente innovativo rispetto ai precedenti modelli derivati da Bramante. L'edificio presentava un ricco apparato ornamentale ed una sintassi compositiva estremamente libera che fa venir meno la perfetta corrispondenza tra linguaggio architettonico e struttura costruttiva, anticipando l'architettura manierista e influenzando gli sviluppi futuri dell'architettura romana. Giorgio Vasari lo definì «cosa bellissima». Il piano terra presentava un ordine di colonne tuscaniche che inquadravano archi, il piano nobile era caratterizzato dall'alternanza di nicchie e finestre a timpano, sormontate da un alto fregio decorata con festoni a stucco dello specialista Giovanni da Udine, mentre l'attico, con finestre alternate a campiture affrescate, era concluso da un cornicione con triglifi.
Branconio morì il 5 dicembre 1522, appena un anno dopo la scomparsa del suo protettore papa Leone X. Secondo altre fonti morì nel 1525 all'età di 52 anni riuscendo ad essere nominato, per un breve periodo, ambasciatore ad Avignone dal successore di Leone X, papa Clemente VII.

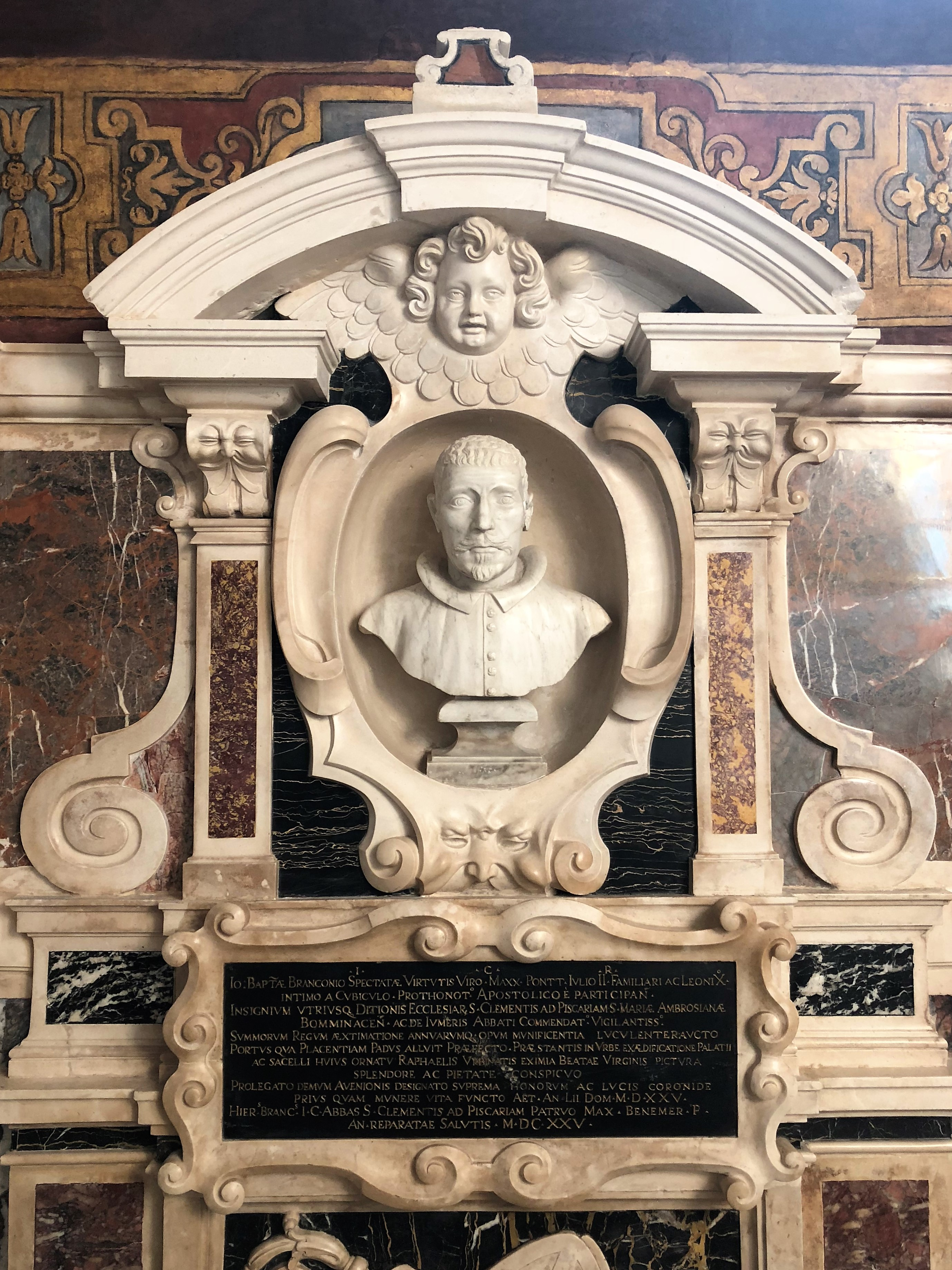
Busto di Giovanni Battista nella cappella Branconio della chiesa di San Silvestro all'Aquila.

## Influenze
L'importanza delle famiglie Della Rovere e Medici nell'ascesa sociale dei Branconio fu tale che Giovanni Battista introdusse le loro effigi — ovvero i due rami di rovere e le tre palle medicee, tuttora presenti nella blasonatura insieme ai tre colli di Brinconio — nello stemma del casato. Dal canto suo, il Branconio ha avuto il merito di sensibilizzare papa Leone X all'ambito artistico realizzando inoltre, alla sua morte, un inventario dei gioielli posseduti dal pontefice che rappresenta un documento unico nel suo genere.
Il testamento di Giovanni Battista, comprendente importanti titoli e privilegi tra cui il controllo dell'abbazia di San Clemente a Casauria, ed il prestigio conquistato a Roma, consentì ai Branconio di acquisire maggiore potere anche nella terra natia; negli anni seguenti Fabrizio Branconio ricoprì per quattro volte la carica di camerlengo della città dell'Aquila e la famiglia svolse un ruolo fondamentale nel processo di rinnovamento e modernizzazione artistica, economica e sociale della città nel corso di tutto il Cinquecento.
Il pronipote, Girolamo Branconio, gli dedicò un monumento nella cappella di famiglia nella chiesa di San Silvestro.